# Violet Aitken
Violeta Aitken (Bedfordshire, 21 de enero de 1886-noviembre de 1987) fue una sufragista británica.

## Biografía
Marion Violeta Aitken nació y se crio en Bedfordshire, hija de William Aitken, quien se convirtió en Canónigo de la Catedral de Norwich. Tenía una hermana llamada Rose.
Se convirtió en sufragista y editora de The Suffragette y fue encarcelada y alimentada a la fuerza. 
Finalmente, pudo haber vivido en Herefordshire, donde murió en 1987, a la edad de 101 años.

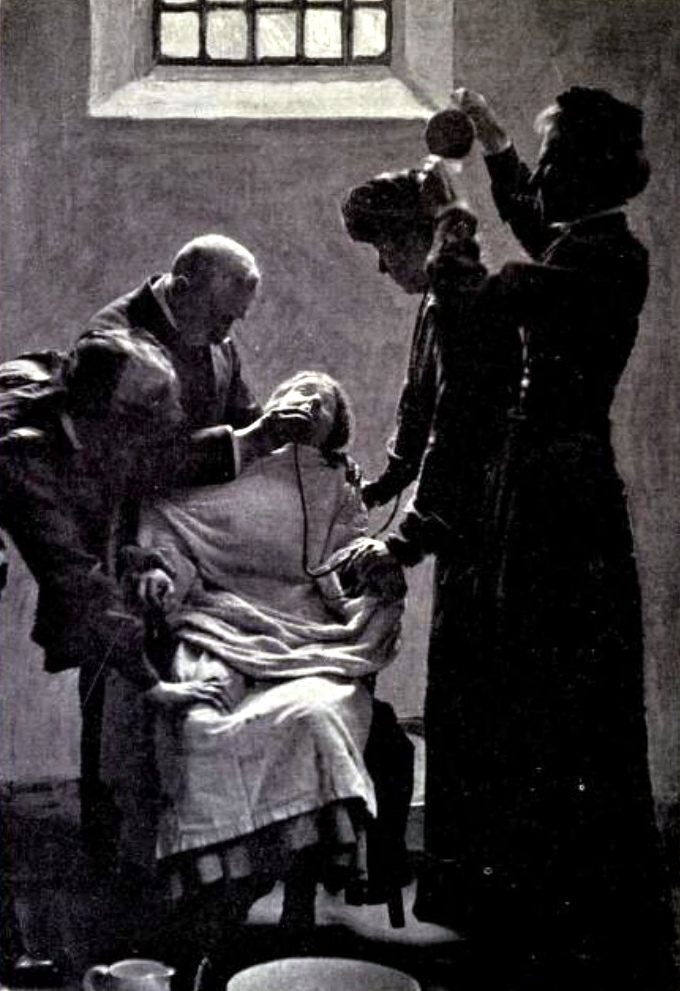
Alimentación forzada (sufragistas)

## Activismo político
Aitken estuvo activa en el movimiento de sufragio femenino de la Unión Social y Política de las Mujeres (WSPU) de Emmeline Pankhurst. En noviembre de 1911, sostuvo la brida de un caballo de policía durante una protesta de la WSPU, fue arrestada y enviada a la prisión de Holloway. 
En marzo de 1912, ella y Clara Giveen fueron arrestadas por causar daños en las ventanas de la tienda de ropa de Jay, ubicada en la calle Regent de Londres, por valor de £ 100. 
En junio de 1912, fue liberada de Winson Green, tras haber sido transferida debido al hacinamiento en la prisión, pero cerca del final de una sentencia de cuatro meses, durante la cual fue alimentada a la fuerza después de realizar una huelga de hambre. Aitken fue galardonada con la Medalla a la huelga de hambre, 'por su valor', de la WSPU. 
Su padre y su madre estaban dolidos por su participación en las violentas protestas, como él escribió en su diario, aunque luego reconoció que las llamadas de las mujeres para que se les permitiera votar eran "después de todo, solo un acto de justicia".

## Periodismo
Aitken había considerado dejar de ser parte del personal editorial del boletín de WSPU y convertirse en periodista, pero rescindió esa decisión después del funeral de Emily Davison, quien había muerto después de arrojarse.

## Registros e imágenes
Las imágenes de Violet Aitken permanecen en el Museo de Londres.
Su autógrafo estaba dentro de una colección subastada en 2012.
Su registro de prisión ahora está en los Archivos Nacionales.